# Martin Ramusch
Martin Ramusch (* 19. September 1967 in Villach, Kärnten) ist ein österreichischer Multiunternehmer im Medienbereich, in der Tourismus- und Freizeitwirtschaft sowie im Immobilien-, Sicherheits- und Handelsbereich. Der Unternehmer ist Ehrenbürger von Pörtschach am Wörther See und erhielt im Jahr 2019 das Große Ehrenzeichen des Landes Kärnten. Er beschäftigt etwa 200 Fixangestellte, 90 Teilzeit-Mitarbeiter und fungiert seit 2015 als Honorarkonsul von Malta.

## Werdegang
Ramusch begann eine Lehre zum Maschinenschlosser (Werkzeugmaschineur) in der ÖGB Lehrwerkstätte in Krumpendorf. Danach machte er die Ausbildung zum Skilehrer und arbeitete einige Jahre als Skilehrer auf der Gerlitzen, anschließend als Skilehrer und Animateur im Robinson Club am Katschberg. In diesen Jahren erwarb Ramusch seinen ersten Betrieb, eine Wasserskischule am Ossiacher See. Im Winter machte er bei der Wirtschaftskammer Kärnten eine gastronomische Ausbildung bis hin zur Konzessionsprüfung im Gastgewerbe. Anschließend übernahm er in Hochgurgl im Ötztal eine Skihütte, welche er vier Jahre lang betrieb. In dieser Zeit erwarb Ramusch eine zweite Wasserskischule in Pörtschach am Wörther See, bei der er auch bald sein Interesse an Organisations- und Veranstaltungsmanagement sowie Marketing und Tourismus entdeckte. Ende der 1990er Jahre gründete er seine erste eigene Event- und Marketing-Firma IP Performance (2003 umbenannt in ip media marketing GmbH), die sowohl national als auch international agierte. Diese veranstaltete vor allem mit Modeschauen und Marketingaktivitäten wie den Trachtenfestspielen (1995–1999). Er tourte damit durch Paris, nach Italien sowie auch durch Österreich. Bevor er sich ganz dem Show-Biz widmete, war er mit dem Österreichischen Box-Experten Sigi Bergmann in Europa unterwegs und plante, eine Box-WM in Kärnten durchzuführen. Da der TV-Partner RTL aus dem Boxgeschäft ausstieg, zerschlugen sich diese Pläne, stattdessen entstand eine langjährige Partnerschaft mit dem ORF. Er diversifizierte weiter und erwarb ein erstes Swarovski Geschäft auf der Mariahilfer Straße in Wien, inzwischen besitzt er mehr als 10 Swarovski-Stores.

## Bis 2012

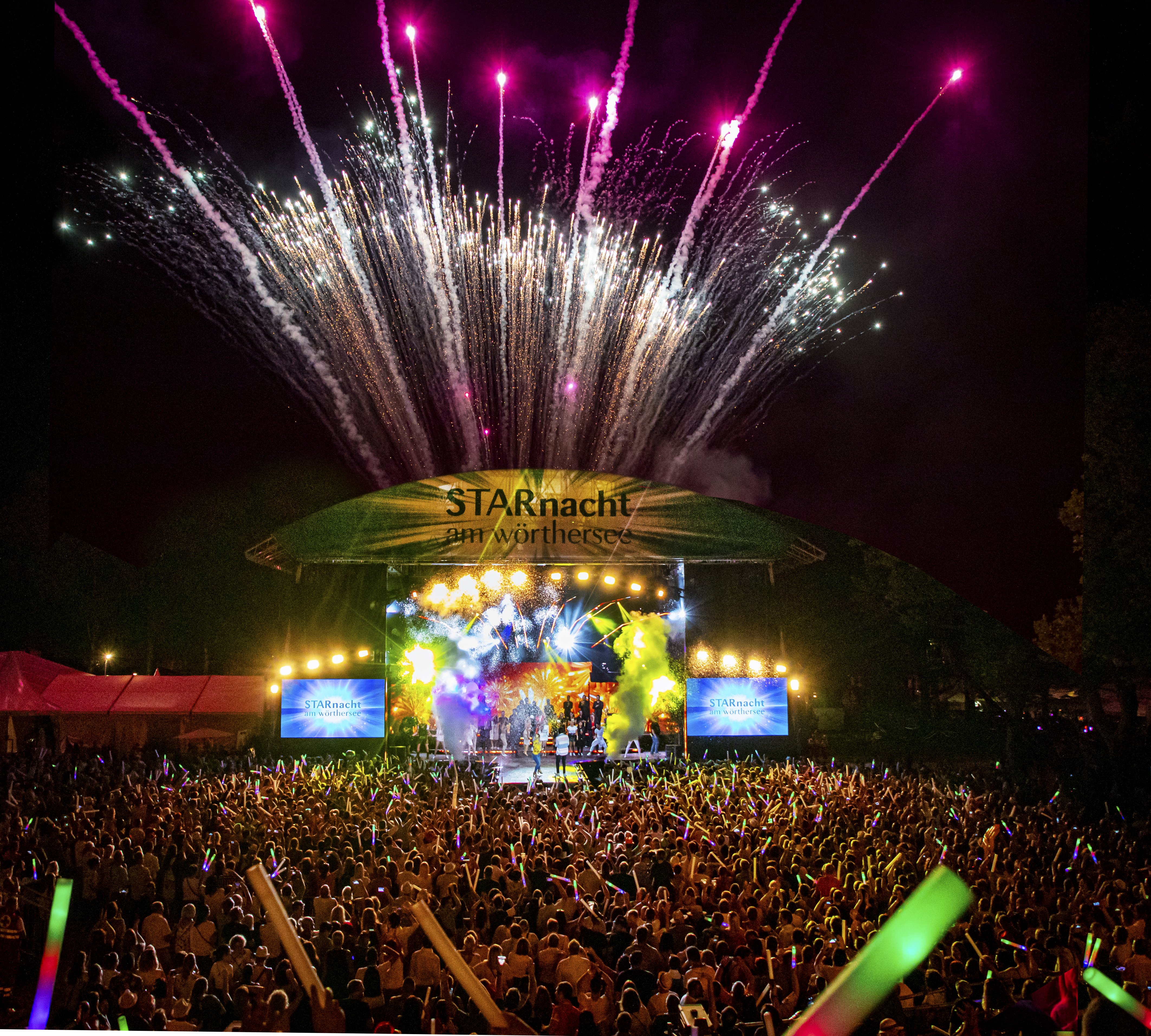
TV-Produktion „Starnacht am Wörthersee“, 2019

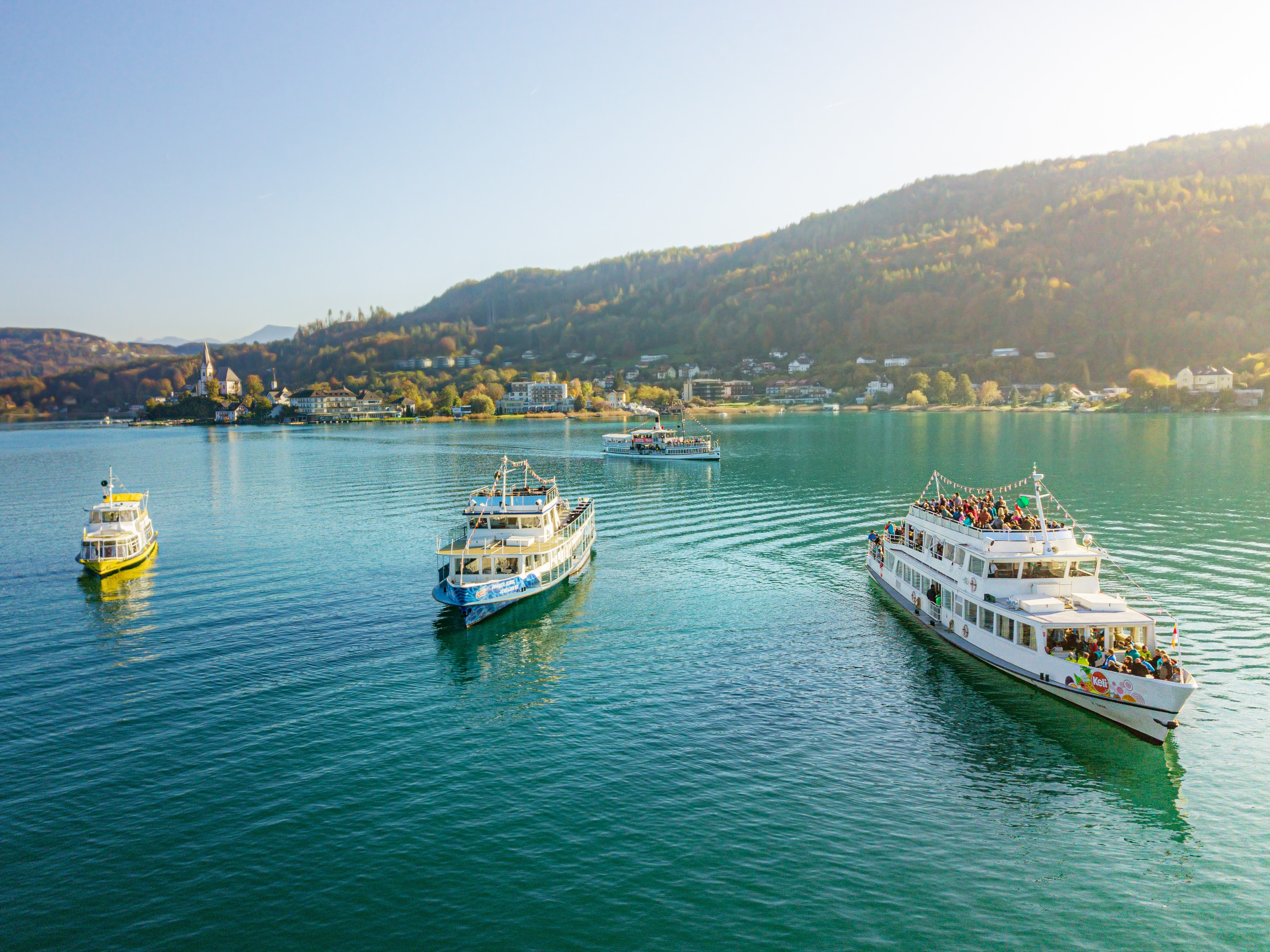
Wörtherseeschifffahrt

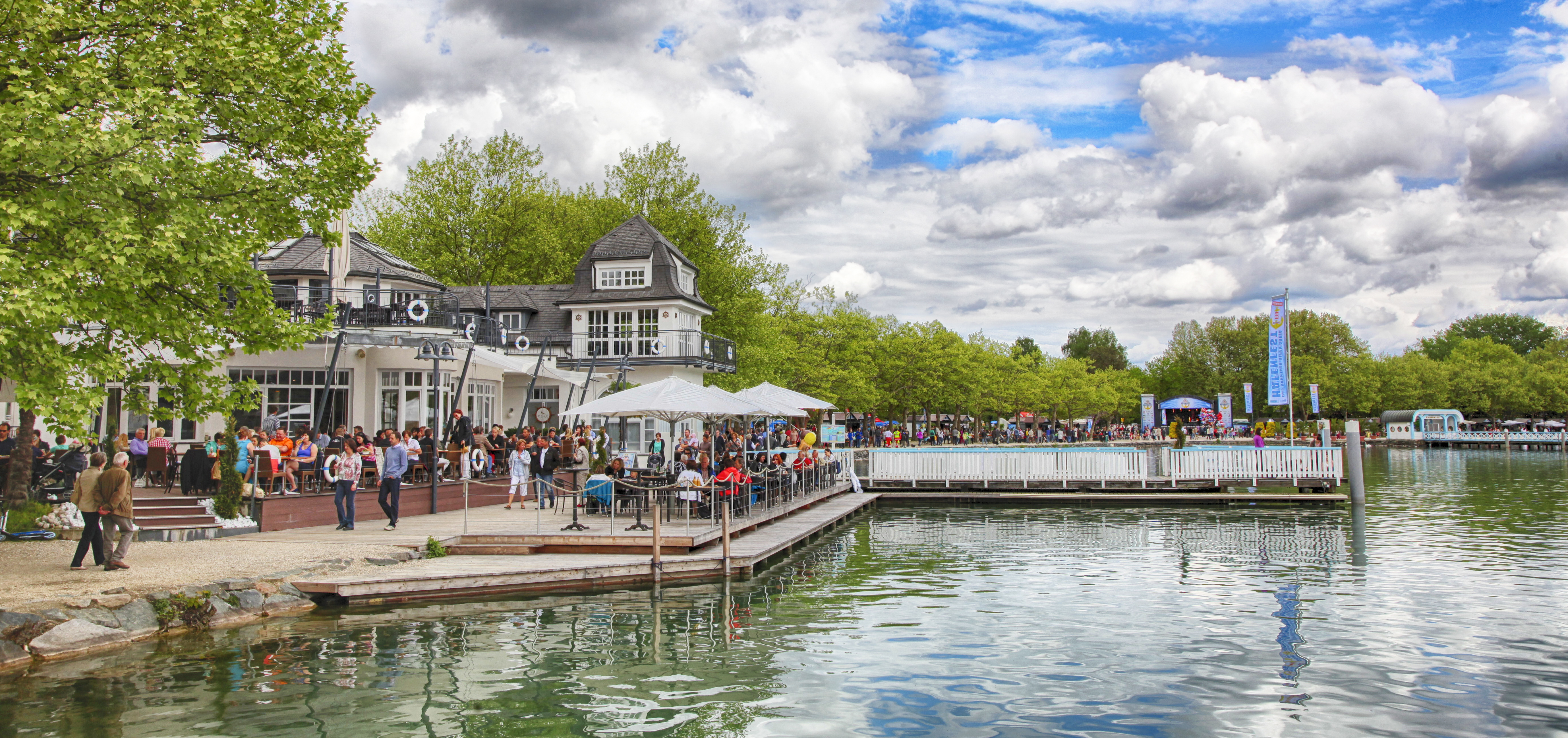
Villa Lido, 2018

Mit der Idee und Umsetzung der Starnacht am Wörthersee im Jahr 2000, gelangte er im gesamten deutschsprachigen Raum zu Bekanntheit. Es kamen noch weitere Veranstaltungen dazu. 2006 bekam er den Zuschlag für den Relaunch der Eurovisionssendung „Musikantenstadl“, bei der er exklusiver Veranstaltungspartner des ORF wurde. Nach dem Wörthersee wurden weitere Starnächte mit wechselnden Veranstaltungsorten ins Leben gerufen. (Starnacht im Montafon, Starnacht in Wien, Starnacht aus der Jungfrau-Region in Interlaken, Starnacht aus der Wachau sowie die Starnacht am Neusiedler See).
2009 beteiligte er sich bei der Firma Leon, einem Sicherheitsunternehmen in Kärnten. 2008 sicherte er sich die Beteiligung (49 %) und die Geschäftsführung an der neu gegründeten Wörthersee Schifffahrt GmbH mit ca. 35 Angestellten. Seit Oktober 2010 liegt die Wörthersee Schifffahrt GmbH zu 100 % in seinen Händen und konnte seitdem erstmals positive Bilanz ziehen und das ohne die Zahl an Mitarbeitern zu reduzieren. Im Jahr 2011 übernahm Martin Ramusch die Gesellschaft des italienischen Restaurants Villa Lido GmbH in der Wörthersee Ostbucht in Klagenfurt zu 100 %. So steuert der Multiunternehmer neben seinen Motorbooten und der Wörtherseeflotte heute 15 Unternehmen. 2011 brachte er den Großteil seiner Firmenanteile in eigene Beteiligungsgesellschaft, mit dem Namen Reeder Holding GmbH, ein. Im Jahr 2012 bestellte ihn der Landeshauptmann von Kärnten, Peter Kaiser zusammen mit dem Land Kärnten, in den Aufsichtsrat der Kärnten Werbung.

## Bis 2021

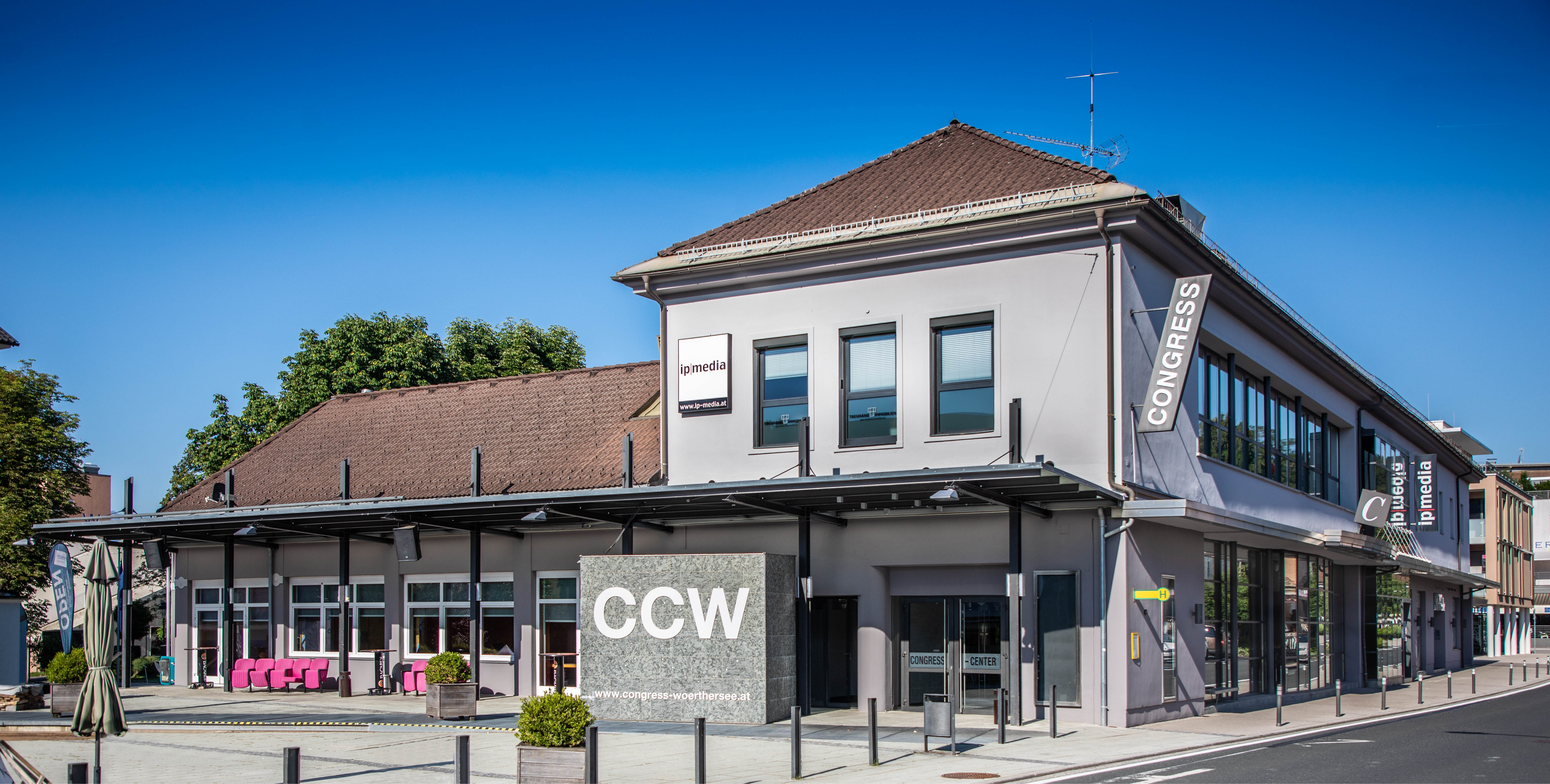
Congress Center Wörthersee, 2018

2016 beteiligte er sich am ORF Frühfernsehen Guten Morgen Österreich, bei dem seine Firma ip media Marketing GmbH Auftragsproduzent ist. Diese wird als Live-TV-Sendung täglich von 6.30–9.30 Uhr produziert. In den folgenden Jahren tragen unter anderem die ORF Hauptabendshows „Zauberhafte Weihnacht im Land der Stillen Nacht“ (mit Sonja Weissensteiner und DJ Ötzi), „Österreich blüht auf – die neue Gartenshow“ (mit Karl Ploberger) sowie die BR Traditionsmarke „Komödienstadel“ die Handschrift seiner Firma. Weiters ist Martin Ramusch seit 2018 Eigentümer des Congress Centers Wörthersee. in Pörtschach.

## Auszeichnungen
- Ehrenbürger von Pörtschach am Wörther See
- 2015: Ramusch wurde von der Regierung als Honorarkonsul des EU-Staates Malta[30] angelobt
- 2019: Verleihung des Großen Ehrenzeichens des Landes Kärnten[31]